# Turá
Turá (maďarsky Tőre ) je obec, která leží na jihozápadě Slovenska v okrese Levice v Nitranském kraji.
K 31. prosinci 2020 zde žilo 207 obyvatel.
Současná obec vznikla v roce 1888 sloučením dříve nezávislých vesnic Malá Turá ‎‎‎(tehdy Kistőre)‎‎ a ‎‎Veľká Turá‎‎ (tehdy ‎‎Nagytőre).‎‎ ‎

## Historie
Oblast Turé byla obydlena již v době měděné, kdy zde sídlil lid kultury s lineární keramikou a lid maďarovské skupiny.
První písemná zmínka o Turé pochází z roku 1264, kdy je ves uváděna jako Ture. V roce 1324 jako Thure, roku 1325 jako Tewre a v roce 1327 opět jako Ture. Coby majitelé zdejších pozemků jsou uváděny rodiny Arsányi‎‎ů, ‎‎Miskolc-Bésů‎‎, ‎‎Simonyi‎‎ů a místní šlechtický rod. První písemná zmínka o Malé Turé pochází z roku 1411, kdy byla uváděna jako Kis Teöre‎‎ v majetku rodiny ‎‎Simonyi‎‎ů.
V 16. století patřily zdejší majetky rodinám Batthyányů a poté Szentiványiů, Mednyánszkyů, Majlathů a premonstrátům ze Šahů.
Roku 1663 vesnici v rámci rakousko-turecké války vyplenila a vypálila turecká vojska.
Do roku 1918 byla obec součástí Tekovské župy v Uhersku, poté připadla spolu s celou Tekovskou župou Československu.
V letech 1938 až 1945 připadla na základě První vídeňské arbitráže opět Maďarsku.

## Geografie
‎Turá se nachází ve východní části Podunajské nížiny. Rozkládá se na pravém břehu dolního Hronu v nadmořské výšce 154 m.‎ ‎‎Rozloha obce vzdálené asi 8 km jihozápadně od centra okresního města Levice činí 9,286 km². ‎
‎Na severu sousedí Turá s Vyšným na Hronom, na východě se Starým Hrádkem, na jihovýchodě se ‎Žemliary, na jihu s Tekovskými Lužany, na jihozápadě s Ondrejovci, na západě s Bajkou a na severozápadě s Tekovským Hrádkem.‎‎‎ ‎

## Obyvatelstvo
‎Podle sčítání lidu v roce 2011 zde žilo 228 obyvatel, z toho 129 Maďarů, 97 Slováků, 1 Čech a 1 občan, který neupřesnil svoji národnost.‎ ‎K římskokatolické církvi se přihlásilo 169 obyvatel, k reformované křesťanské církvi 23, k evangelické církvi augsburského vyznání 7, k řeckokatolické církvi 3 a k evangelické metodistické církvi 1 obyvatel. Celkem 21 obyvatel uvedlo, že jsou bez vyznání, a u 4 se vyznání nepodařilo zjistit.

## Pamětihodnosti
‎Ke stavebním zajímavostem obce patří kaple v pozdně barokním slohu z roku 1778‎.